# محمد ایمون
محمد ایمون (بنگالی: মোহাম্মদ ইমন؛ زادهٔ ۱۰ ژوئیهٔ ۱۹۹۷) بازیکن فوتبال اهل بنگلادش است.
وی همچنین در تیم‌های ملی فوتبال زیر ۲۰ سال بنگلادش و بنگلادش بازی کرده است.